# Vila Real

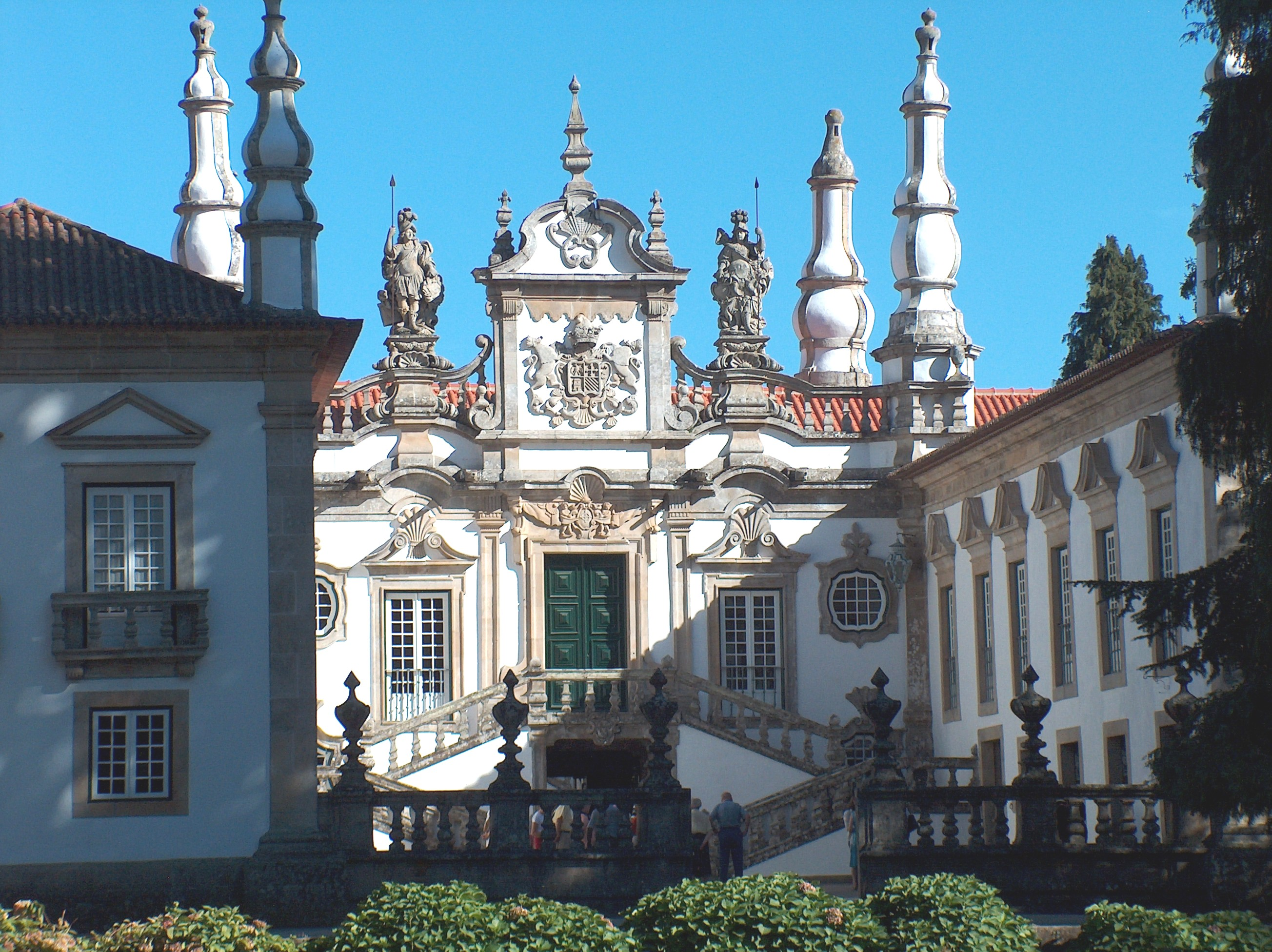
Palácio de Mateus, aflat lângă Vila Real.

Vila Real este un district în Portugalia, precum și capitala și cel mai mare oraș din acest district. Cu o suprafață de 4.239 km², este situat în Portugalia de nord, la vest de orașul-port Porto și la nord de Râul Douro. Vila Real a aparținut întodeauna provinciei istorice Tras-os-Montes. La recensământul din 2001, au fost numărați aproximativ 230.000 locuitori în intreg districtul. Capitala, cu același nume, avea o populație de aproximativ 25.000 de locuitori. Populația a arătat rate negative în ultimii ani, datorită emigrării și îmbătrânirii. Multe sate și-au pierdut populația și au devenit pustii, ca și cel din dreapta, din apropiere de Chaves.
Vila Real este o zonă în care predomină munții joși și văile întinse. Din punct de vedere istoric, a fost întodeauna despărțită de coastă prin munții Marão, Gerês, și Cabreira, până ce o autostradă a fost construită printre aceștia în anii '80. Datorită solului sărac, agricultura a fost îndodeauna o povară, deși în apropiere de Râul Douro se produce vin de struguri. Cartofii, grâul și secara sunt recolte tradiționale, la fel ca fermele de lapte. Zone extinse sunt acoperite cu păduri de pin. Granitul și producția de apă minerală (apele de la Vidago și Pedras Salgadas sunt faimoase în toată Portugalia) sunt două industrii importante.
Există o linie de cale ferată limitată care leagă capitala de Peso da Régua și Râul Douro. Această linie ajungea odată până la nord de Chaves, dar lucrul la ea a fost oprit în anii 1980.